# Porto do Mato
Porto do Mato é um povoado do município brasileiro de Estância, no litoral do estado de Sergipe. Sua população estimada pelo Instituto Brasileiro de Geografia e Estatística (IBGE) era de 769 em 2000. As principais fontes de renda da localidade são o turismo, a pesca e o cultivo de mariscos.
O surgimento do povoado está ligado à estadia dos padres jesuítas e, posteriormente, de escravos vindos da África. Em Porto do Mato também está localizado o Centro Social Pastoral Esperança de Deus, obra social implantada pelo padre Hubert Karl Josef Leeb. Além da relevância história, é conhecido por suas praias e pequenas ilhas, que atraem um considerável fluxo de turistas.
A localidade recebeu atenção por ser onde ocorreu a queda do Piper PA-28 prefixo PT-KLO em 27 de maio de 2019, vitimando os três ocupantes da aeronave, dentre eles o cantor Gabriel Diniz. O aparelho seguia de Salvador com destino a Maceió.